# Veinte (álbum de Modestia Aparte)
Veinte es un álbum del grupo Modestia Aparte perteneciente a las compañías discográficas Tool Music y Records Caes, editado en el año 2008 y compuesto por 11 canciones.

## Lista de canciones
| N.º | Título                                       | Duración |  |
| 1.  | «Mi mundo al revés»                          |          |  |
| 2.  | «Tiempo para no pensar»                      |          |  |
| 3.  | «Son las diez»                               |          |  |
| 4.  | «Número equivocado (con Dani de Despistaos)» |          |  |
| 5.  | «Sólo un segundo»                            |          |  |
| 6.  | «Intercambiando el sabor»                    |          |  |
| 7.  | «Promesas»                                   |          |  |
| 8.  | «Si estás»                                   |          |  |
| 9.  | «Nada de que hablar»                         |          |  |
| 10. | «Distinto material»                          |          |  |
| 11. | «La última llamada»                          |          |  |